# Go-go dancers

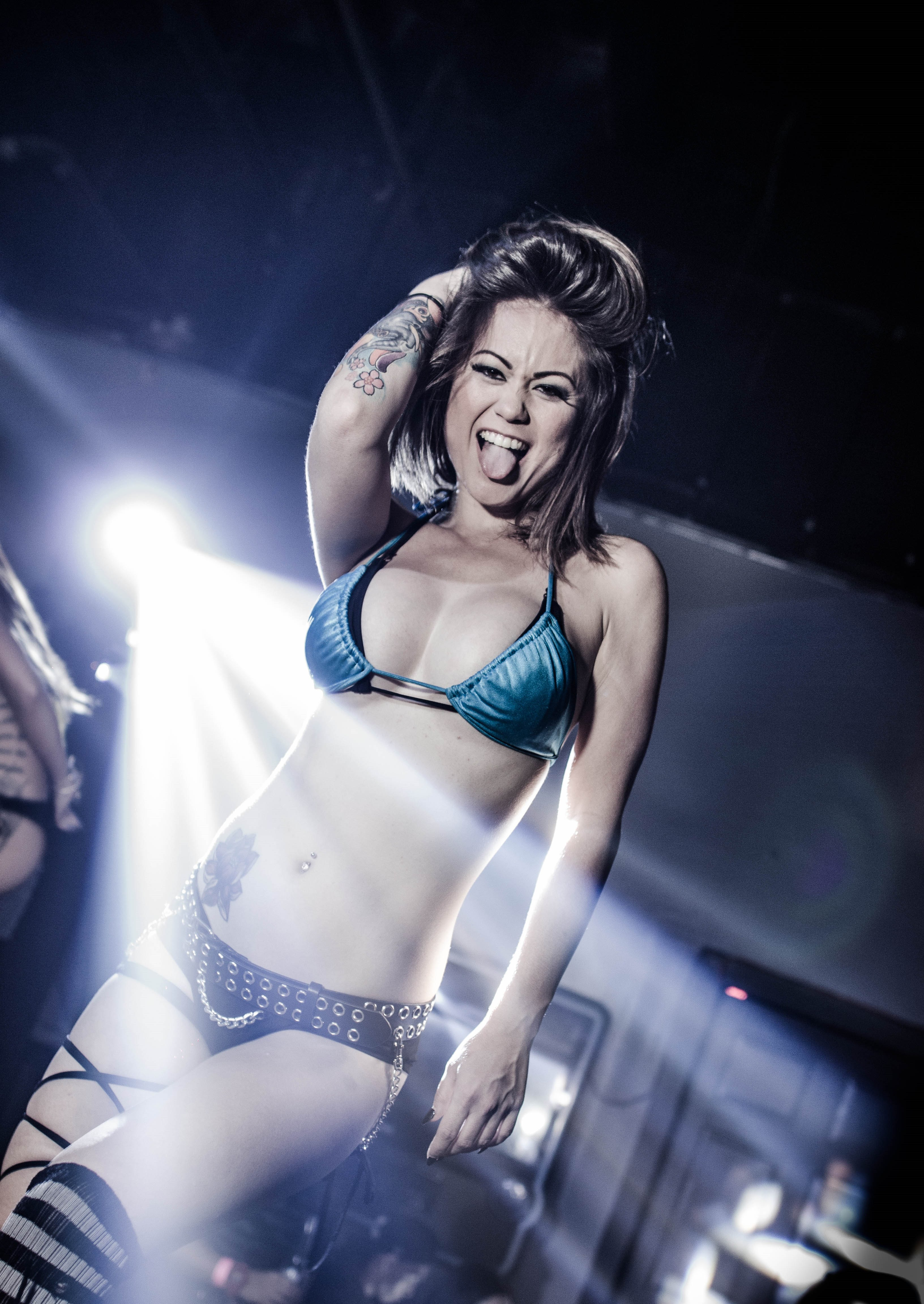
现代go-go舞者Cherry Lei，2014年摄于夏威夷州檀香山。

Go-go dancers是夜總會里雇佣取悦观众的舞者。Go-go舞蹈起源于1960年代初期，最早在位于法国Juan-les-Pins的酒吧Whisky a Gogo演出。后来，这家法国酒吧将名字授权给了位于西好莱坞的摇滚俱乐部Whisky a Go Go，该俱乐部于1964年1月开业，并选择了这个名字来反映已经流行的go-go舞蹈热潮。

## 在同志酒吧

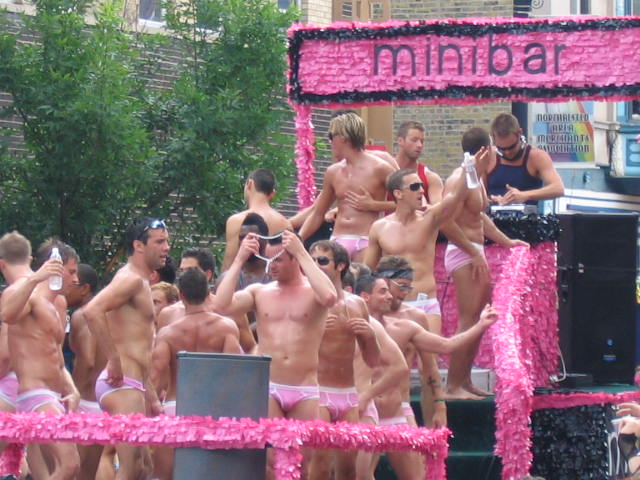
2008年6月芝加哥骄傲游行上的go-go boy。

从1965年到1968年，许多同志酒吧有男go-go舞者，他们通常被称为“go-go boys”，但之后设有go-go舞者的同志酒吧变少。到了1988年，go-go 舞蹈在同志酒吧再次时兴，并且其趋势保持至今。如今，在美国，尤其是在洛杉矶和纽约等大城市，男同性恋go-go舞者的存在更为普遍。与1960年代相比，在现今的夜店中，男性go-go舞者的数量比女性go-go舞者还要多。